# Magic (film)
Magic is een Amerikaanse horrorfilm uit 1978 onder regie van Richard Attenborough.

## Verhaal
Corky is de assistent van een goochelaar, die zijn eerste solo-optreden helemaal verprutst. Hij krijgt een buikspreekpop om zijn optreden beter te maken. Enkele jaren later is Corky wereldberoemd. Zijn pop heeft echter een eigen wil gekregen en de rollen van buikspreker en pop zijn nu omgedraaid.

## Rolverdeling
| Acteur             | Personage          |
| ------------------ | ------------------ |
| Anthony Hopkins    | Corky Withers/Fats |
| Ann-Margret        | Peggy Ann Snow     |
| Burgess Meredith   | Ben Greene         |
| Ed Lauter          | Duke               |
| E.J. André         | Merlin             |
| Jerry Houser       | Taxichauffeur      |
| David Ogden Stiers | Todson             |
| Lillian Randolph   | Sadie              |
| Joe Lowry          | Club M.C.          |
| Bob Hackman        | Vader              |
| Mary Munday        | Moeder             |
| Brad Beesley       | Jonge Corky        |
| Scott Garrett      | Broer van Corky    |
| Beverly Sanders    | Lachende vrouw     |
| I.W. Klein         | Maître d'hôtel     |